# Geißbockbrunnen (Deidesheim)
Der Geißbockbrunnen ist ein Brunnen innerhalb der Stadt Deidesheim.

## Lage
Er befindet sich in der Bahnhofstraße am Stadtplatz gegenüber der Stadthalle.

## Geschichte
Im Jahre 1985 wurde der von Gernot Rumpf geschaffene Brunnen als Reminiszenz an die Geißbockversteigerung errichtet.

## Beschreibung
Das kreisrunde Brunnenbecken ist gemauert aus Pflastersteinen, die Brunnenfiguren sind aus Bronze. Auf der Brunnensäule mit dem weinrankenen Kapitell thront ein Ziegen- oder Geißbock, der dem Brunnen seinen Namen gab. Am Rand des Kapitells ist ein Zylinderhut dargestellt, der fast ins Wasser zu fallen scheint. Im Brunnenbecken ist ein Zicklein dargestellt, auf dem Brunnenrand die Geiß und eine Frauenfigur und eine Herrenfigur, dem Betrachter zugewandt. Das ist wohl das Brautpaar. Beide sind ohne Kopf und hohl, damit begehbar. Neben der Frauenfigur ist eine kleine Maus dargestellt. Am Brunnengrund in dem Brunnen in Deidesheim ist auch der Napoleonshut zu sehen. Napoleon Bonaparte ratifizierte 1808 einen Vergleich zwischen den Städten Lambrecht und Deidesheim, der Deidesheim die alljährliche Lieferung eines Geißbocks bestätigte. Auch in Lambrecht gibt es einen Geißbockbrunnen.